# Lettres d'amour en Somalie
Lettres d'amour en Somalie és un documental francès escrit i dirigit per Frédéric Mitterrand, estrenat el 1982. Fou produït per FR3 Cinéma, Les Films du Losange i rodada entre juliol i agost de 1981.

## Sinopsi
Aquest documental és el diari d'un home que descriu un país, Somàlia, i parla amb nostàlgia de l'ésser estimat.

## Repartiment
- Frédéric Mitterrand : Narrador

## Comentaris
La pel·lícula està concebuda com un diari de viatge del segle xix, i adopta una forma epistolar. Paral·lela a l'evolució del país (antiga possessió colonial) amb l'emoció de l'evocació de l'amor perdut.
Segons els Inrockuptibles, aquesta pel·lícula és un gran èxit d'aquest cinema íntim i exigent.
Les últimes paraules de la pel·lícula acompanyen un tràveling vertical sobre el paisatge nocturn parisenc vist des de l'ascensor de la Torre Eiffel: "Un dia, és clar, aquesta passió que us vaig imposar, vindrà a reprendre-te-la. M'agradaria algú més. Uns altres potser. La vida de vegades és tan llarga. Idèntic a tu mateix, et veuré ben diferent. Tot i que probablement també m'estimaves a la teva manera, ja no et veuré enlloc. I mentre me'n vaig, sense esperança de tornar, et tornaré a robar una segona vegada. T'emportaré la teva idea de mi. I si per casualitat ens trobem un dia, després, tindré amb mi totes aquestes imatges de la nostra joventut i em negaré a retornar-te-les, a tu que tant hauràs envellit i que encara et preguntaràs. Mira'm: et retorno a la innocència. Coneix el seu altre nom: solitud.

## Honors
- La pel·lícula va guanyar el premi Jean-Louis Bory el 1982.[4]
- Va ser nominat a la categoria César a la millor primera pel·lícula a la 8a cerimònia dels Premis Cèsar el 1983.